# Brousse, Tarn
Brousse là một xã trong tỉnh Tarn thuộc vùng Occitanie ở miền nam nước Pháp. Xã này nằm ở khu vực có độ cao trung bình 268 mét trên mực nước biển.